# Pat Hennen
Pat Hennen (Phoenix, 27 aprile 1953 – Phoenix, 6 aprile 2024) è stato un pilota motociclistico statunitense.

## Carriera
Secondo di tre fratelli trasferitisi con la famiglia a San Mateo (California), Hennen esordì nelle competizioni nel 1968, in una gara amatoriale di dirt track nella sua città di residenza, terminata al quarto posto. L'anno seguente corse il campionato californiano “novizi”, finendolo al secondo posto.
Il 1971 fu l'anno dell'esordio nella Velocità per Hennen, che corse a Laguna Seca con una Suzuki 250 offertagli da Ron Grant, pilota ufficiale Suzuki USA. Il sesto posto della gara lo convinse a dedicarsi a tempo pieno alle corse su asfalto: dopo un 1972 caratterizzato dalla scarsa affidabilità della sua moto (una Suzuki Titan 500 preparata), il 1973 vide Hennen vincitore di 10 gare. In quest'ultima stagione fece anche il suo debutto all'estero, correndo in Nuova Zelanda le Marlboro Series, serie di gare non iridate riservate alle 750.
Nel 1974 il pilota californiano ottenne buoni risultati risultando vincitore alla 100 Miglia di Daytona e del campionato AMA Junior, oltre che delle Marlboro Series. Questi risultati gli consentirono di ottenere la licenza "Expert" e di diventare pilota ufficiale Suzuki per la stagione 1975. In questa veste Hennen partecipò al Transatlantic Trophy in Inghilterra, apprezzando molto l'ambiente delle corse in Europa. A fine stagione rivinse le Marlboro Series e, grazie all'aiuto dell'importatore neozelandese Suzuki ed ex pilota ufficiale AJS Rod Coleman, poté allestire un piccolo team per partecipare al Motomondiale.
L'esordio di Hennen nel Mondiale avvenne al GP delle Nazioni 1976 (5º in sella a una Suzuki RG 500). Dopo il buon secondo posto ad Assen dietro a Barry Sheene, il pilota di San Mateo vinse ad Imatra: fu la prima vittoria di un pilota statunitense nel Mondiale. La stagione si concluse con il terzo posto al Nürburgring, e con il terzo posto nella classifica finale della mezzo litro. L'ottimo piazzamento garantì al californiano l'ingaggio da parte del Team Heron-Suzuki (lo stesso del campione del Mondo Sheene) per il 1977.
Nella stagione 1977 Hennen ripeté il piazzamento dell'anno prima, grazie a una vittoria (al GP di Gran Bretagna), un secondo posto (in Germania Ovest) e tre terzi posti (Venezuela, Olanda e Belgio). In quella stagione il californiano chiese ed ottenne di partecipare al Senior TT, terminato al quinto posto.
Nel 1978 lo statunitense si ripresentò al via del Mondiale, che in quella stagione vide il debutto il connazionale Kenny Roberts. Hennen parve essere uno dei principali rivali di Roberts per la conquista del titolo della 500, grazie alla vittoria in Spagna e ai secondi posti in Venezuela, Francia e al Nazioni, in seguito ai quali giunse secondo in classifica dietro all'alfiere della Yamaha.
Poiché il GP successivo al Nazioni – quello d'Olanda – si svolse a più di un mese di distanza, il pilota californiano partecipò di nuovo al Senior TT. Dopo una partenza non entusiasmante, Hennen recuperò fino al secondo posto, facendo segnare il giro record del Mountain Circuit in 19 minuti e 53 secondi a oltre 180 km/h di media, diventando il primo pilota a percorrere un giro in meno di venti minuti. Nel corso dell'ultimo giro, a Bishop Court (poco prima del salto del Ballaugh Bridge) Hennen, si disse, venne colpito in volto da un volatile: questa fu però in seguito giudicata una diceria senza fondamento. In ogni modo, la caduta, comunque causata, lo fece finire privo di sensi nel cortile di una chiesa. Trasportato in coma in ospedale, Hennen sopravvisse all'incidente. Dimesso dall'ospedale, il californiano decise di ritornare negli USA e di ritirarsi dalle corse. Nel 2007 entrò nell'AMA Motorcycle Hall of Fame.
Morì il 6 aprile 2024, 21 giorni prima di compiere 71 anni.

## Risultati nel motomondiale
| 1976 | Classe | Moto   |     |     |   |    |  |   |   |     |   |     |   |    |  | Punti | Pos. |
| ---- | ------ | ------ | --- | --- | - | -- |  | - | - | --- | - | --- | - | -- |  | ----- | ---- |
| 1976 | 500    | Suzuki | Rit | Rit | 5 | NE |  | 2 | 8 | Rit | 1 | Rit | 3 | NE |  | 46    | 3º   |

| 1977 | Classe | Moto   |   |    |   |     |    |    |    |   |   |    |     |   |   | Punti | Pos. |
| ---- | ------ | ------ | - | -- | - | --- | -- | -- | -- | - | - | -- | --- | - | - | ----- | ---- |
| 1977 | 500    | Suzuki | 3 | NP | 2 | Rit | NE | 10 | NE | 3 | 3 | 10 | Rit | 4 | 1 | 67    | 3º   |

| 1978 | Classe | Moto   |   |   |     |   |   |   |   |   |   |   |   |    |    | Punti | Pos. |
| ---- | ------ | ------ | - | - | --- | - | - | - | - | - | - | - | - | -- | -- | ----- | ---- |
| 1978 | 500    | Suzuki | 2 | 1 | Rit | 2 | 2 | - | - | - | - | - | - | NE | NE | 51    | 6º   |

| Legenda | 1º posto        | 2º posto            | 3º posto            | A punti      | Senza punti        | Grassetto – Pole position Corsivo – Giro più veloce |
| Legenda | Gara non valida | Non qual./Non part. | Ritirato/Non class. | Squalificato | '-' Dato non disp. | Grassetto – Pole position Corsivo – Giro più veloce |